# Tele-illustrierte
Die tele-illustrierte war ein Magazin, das von 1982 bis 1991 werktags im ZDF-Vorabendprogramm lief.

## Entstehung
Ab 1. April 1982 lief die tele-illustrierte als Nachfolgesendung der Drehscheibe im Vorabendprogramm des ZDF. Das Konzept der drehscheibe, Information und Unterhaltung, mit Reportagen und Interviews, Studiogästen, aber auch Ratgeber, mit Musik am Ende der Sendung und Studiopublikum, wurde beibehalten. Die vorherigen heute-Redakteure Alexander Niemetz und Bernhard Töpper hatten die tele-illustrierte konzipiert und maßgeblich mit aufgebaut. Beide übernahmen auch die Moderation der Sendung. Zudem war Alexander Niemetz von 1982 bis 1983 ihr erster Redaktionsleiter.
Auch einige Moderatoren der drehscheibe wie Ulrich Craemer, Peter Nemec oder Helge Philipp wirkten in der tele-illustrierte mit, allerdings wurde diese nur noch von einem Moderator präsentiert.
Die ti, wie die tele-illustrierte auch genannt wurde, kam zunächst wie auch die drehscheibe aus Wiesbaden. Mit dem Umzug ins neue Sendezentrum auf dem Mainzer Lerchenberg kam die ti nun auch aus Mainz. Ab 6. Dezember 1984 wurde aus dem neuen Rundbau, aus dem 500 m² großen Studio 3 gesendet, hier konnten werktäglich etwa 200 Gäste live als Zuschauer dabei sein.
Die tele-illustrierte lief von Montag bis Freitag gegen 17.08 Uhr direkt nach der heute-Sendung (ab 1983: 17.15 Uhr) im ZDF. Von 1988 bis 1989 kam sie bereits um 17.10 Uhr und ab 2. Oktober 1989 erst um 17.25 Uhr, um dann ab 1990 bis zum Ende 1991 wieder um 17.15 Uhr zu starten. Die Sendedauer war von 1982 bis 1983 etwa 40 Minuten, ab 1983 ca. 30 Minuten, von 1988 bis 1989 ca. 35 bis 40 Minuten und später wieder 30 Minuten lang. Bei aktuellen Anlässen verschob sich die Sendezeit immer mal wieder um wenige Minuten.
Am 1. Oktober 1991 lief die letzte Sendung.

## Inhalt
Die tele-illustrierte hatte den Anspruch, den Fernsehzuschauer zu informieren und zugleich auch zu unterhalten. Das Magazin bot zur Feierabendzeit eine große Auswahl an verschiedenen Themen aus unterschiedlichen Bereichen.
In jeder Ausgabe der ti gab es die Schwerpunkte: Das aktuelle Thema, Der gute Rat, Aus den Ländern und Sport.
Wie die drehscheibe war auch die tele-illustrierte eine Live-Sendung. Neben den unmittelbaren, spontanen Reaktionen des Studiopublikums stand somit auch oft das aktuelle Tagesgeschehen an erster Stelle. Ob Politik, Wirtschaft, bei sportlichen Ereignissen oder zu kulturell-gesellschaftlichen Anlässen, mit Reportagen, Interviews und Vor-Ort-Berichterstattungen, immer war die tele-illustrierte mit ihrer Rubrik Das aktuelle Thema nah am Geschehen und änderte dann auch schon einmal kurzfristig ihren Sendeablauf.
Einen großen Schwerpunkt bildete auch der Serviceteil Der gute Rat. Wie schon in der drehscheibe fand der Zuschauer auch hier viel Wissenswertes und Praktisches für den Alltag, ob Auto, Kochen, Recht, Medizin, Reisen oder Freizeit – hier waren Ratschläge und Tipps wichtiger Bestandteil jeder Sendung.
Der Nachrichtenblock Aus den Ländern, ebenfalls von der drehscheibe übernommen, wurde ab 5. April 1983 als eigenständige Sendung heute-aus den Ländern von einem Redakteur jeweils nach den heute-Nachrichten um 17.08 Uhr gesprochen.
Neben aktuellen Informationen und Reportagen war die tägliche Reihe Im Gespräch der Mittelpunkt jeder Sendung. Zu einem Thema wurde ein kurzer Einspielfilm gezeigt und dann anschließend ein (oft prominenter) Studiogast befragt.
In der Rubrik Sport täglich berichtete ein Sportredakteur kurz über die wichtigsten Sportmeldungen des Tages. Hier wurden neben Nachrichten aus populären Sportarten wie Fußball oder Tennis auch Berichte zum Behindertensport sowie zu Randsportarten wie etwa Curling gezeigt. Mit dem Start des ZDF-Mittagsmagazins am 2. Oktober 1989 wurde die Sport-Ecke in diese Sendung integriert.
Am Ende jeder Sendung gab es den Musikblock, hier reichte die musikalische Bandbreite von deutsch- bis englischsprachiger Musik und von der Oper über den Schlager bis zu Rockmusik. In der tele-illustrierte wurden oft neue Lieder von bekannten Interpreten vorgestellt, aber auch weniger bekannte Sänger und Gruppen, wie Schul- und Freizeitchöre; auch seltene oder außergewöhnliche Musikinstrumente konnte man sehen und hören.

## Besonderheit
Die tele-illustrierte war eine der ersten und wenigen Sendungen, die Mitte der 1980er Jahre live aus der DDR senden durften. Am 1. Dezember 1986 moderierten Helge von der Heyde und Ulrich Craemer, mit technischer Unterstützung des DDR-Fernsehens, live von der Eröffnung des vorweihnachtlichen Striezel-Marktes in Dresden.

## Moderatoren

### Moderatoren
| Moderator                              | Einstieg | Ausstieg |
| Ulrich Craemer                         | 1982     | 1990     |
| Wolfgang Friedrich                     | 1982     | 1983     |
| Peter Nemec                            | 1982     | 1988     |
| Alexander Niemetz                      | 1982     | 1983     |
| Helge Philipp (ab 1984: von der Heyde) | 1982     | 1989     |
| Bernhard Töpper                        | 1982     | 1984     |
| Ilona Christen                         | 1982     | 1986     |
| Anna Doubek                            | 1983     | 1988     |
| Thomas Hegemann                        | 1985     | 1991     |
| Lotti Ohnesorge                        | 1986     | 1988     |
| Hannelore Fischer                      | 1988     | 1989     |
| Brigitte Bastgen                       | 1989     | 1990     |
| Claudia Burkhardt                      | 1990     | 1991     |
| Claudia Kattenbusch                    | 1990     | 1991     |
| Claudia Moliére                        | 1991     | 1991     |
| Rüdiger Wolff                          | 1991     | 1991     |

### Sport-Moderatoren (1. April 1982 bis 30. September 1989)
| Moderator             | Einstieg | Ausstieg |
| Christa Gierke        | 1984     | 1987     |
| Günter-Peter Ploog    | 1986     | 1989     |
| Klaus Angermann       | 1987     | 1989     |
| Harald Clausen        | 1988     | 1988     |
| Dagmar Höferova       | 1988     | 1988     |
| Magdalena Müller      | 1988     | 1989     |
| Michael Palme         | 1988     | 1989     |
| Wolf-Dieter Poschmann | 1988     | 1989     |

## Nachfolgesendung
Ab 3. Oktober 1991 ging das länderjournal (1991–1996) auf Sendung. Nach der deutschen Einheit legte man nun den Schwerpunkt auf die inzwischen 16 Bundesländer und speziell auf die neuen Bundesländer. So wurde jetzt auch öfter vor Ort berichtet. Bei den Sommertouren des länderjournals war man dann von der Ostsee bis zum Bayerischen Wald unterwegs. Jedoch blieb die Zusammensetzung, in leicht veränderter Form, aus aktuellen Themen, einem Service-Angebot, Musik und Publikum bestehen. Claudia Burkhardt, Thomas Hegemann und Rüdiger Wolff moderierten auch diese Sendung.